# Sant Miquel de Canyelles
Sant Miquel de Canyelles és una església del municipi d'Aiguafreda (Osona) inclosa en l'Inventari del Patrimoni Arquitectònic de Catalunya.

## Descripció
La planta rectangular presenta una reducció en la zona de l'absis, també de planta rectangular. Un arc triomfal separa el presbiteri de la nau. La porta d'accés és situada a migjorn, amb un arc de mig punt molt senzill. Hi ha una obertura en forma de creu al mur de llevant i una altra rectangular al de ponent. La nau és coberta amb volta de canó.
Teulada a dos vessants. El carener, damunt l'arc triomfal, fa pensar en un doble procés de bastida de l'edifici. És típica la volada del carener amb lloses en degradació.

## Història
La primera documentació de la capella data de l'any 1309. La denominació de Canyelles ve del mas així anomenat que s'aixecava no lluny de Sant Miquel. El 1703, J. Serra de l'Arca es preocupà de fer restaurar les parets i la volta.